# یوژف ایزنهوفر
یوژف اِیزِنهوفر (مجاری: József Eisenhoffer; ۸ نوامبر ۱۹۰۰ – ۱۳ نوامبر ۱۹۴۵) بازیکن فوتبال و مربی فوتبال اهل مجارستان بود.
از باشگاه‌هایی که در آن بازی کرده‌است می‌توان به باشگاه فوتبال المپیک مارسی، باشگاه فوتبال فرنتس‌واروش، اشاره کرد.
وی همچنین در تیم ملی فوتبال مجارستان بازی کرده‌است.